# Borough of Barrow-in-Furness
Barrow-in-Furness è stato un borough della Cumbria, Inghilterra, Regno Unito, con sede nella città omonima.

## Storia
Il distretto fu creato con il Local Government Act 1972, il 1º aprile 1974 dalla fusione del county borough di Barrow-in-Furness col distretto urbano di Dalton-in-Furness. Dal 2023 il suo territorio è confluito nella nuova autorità unitaria di Westmorland and Furness.

## Parrocchie civili
Le parrocchie, che non comprendono l'area del capoluogo, sono:
- Askam and Ireleth
- Dalton with Newton (città)
- Lindal and Marton